# 티뉘스 오센다르프
마르티뉘스 ("티뉘스") 베르나르뒤스 오센다르프(네덜란드어: Martinus ("Tinus") Bernardus Osendarp, 1916년 5월 21일 ~ 2002년 6월 20일)는 네덜란드의 단거리달리기 선수였다.
델프트에서 태어난 오센다르프는 축구 선수였으며, 재미로 단거리달리기에서 훈련을 시작하였다. 1934년 유럽 선수권에서 200m 경주와 400m 릴레이의 동메달을 따면서 자신의 첫 국제적 성공이 왔다.
1936년 베를린 올림픽에서 100m와 200m 동메달을 따냈다. 경기가 나치 독일에서 열리고 오센다르프는 아프리카계 미국인 선수들의 뒤로 온 가장 빠른 백인 선수로서 명예를 얻었다. 400m 릴레이 결승전에서 2위를 위한 싸움이 일어나는 동안에 오센다르프가 배턴을 떨어뜨리면서 세번째의 가능한 메달을 놓치고 말았다.
1938년 유럽 선수권에서 100m와 200m 금메달을 획득하면서, 자신의 동료 선수 크리스 베르헤르의 상연을 동일하게 하였다.
제2차 세계 대전이 일어나는 동안에 독일이 네덜란드를 점령할 때, 당시 경찰관이던 오센다르프는 독일 비밀 서비스의 일원이 되었다. 그는 후에 네덜란드 국가 사회주의 운동과 친위대에 가입하였다. 1940년 독일 국방군이 네덜란드로 행렬해 올 때, 오센다르프는 친위대 의용병과 나치 비밀 경찰의 고용인이 되어 네덜란드 유대인들의 국외 추방을 도왔다.
1948년 전쟁 중에 자신이 저지른 행위로 징역 12년을 선고받았다. 1953년 초순에 석방되고, 림뷔르흐주로 이주하여 광산에서 일하였다.
86세의 나이로 헤를런에서 사망하였다.